# Cerianthus punctatus
Espèce
Cerianthus punctatus est une espèce de cnidaires anthozoaires de la famille des Cerianthidae.

## Systématique
Le nom valide complet (avec auteur) de ce taxon est Cerianthus punctatus Uchida, 1979.

## Publication originale
- (en) H. Uchida, « Cerianthids (Anthozoa, Coelenterata) from Kii Region, Middle Japan », Memoirs of the National Science Museum, Tokyo, 1979, vol. 12, p. 185-199.